# 1910 en science-fiction
| Années de la science-fiction : 1907 - 1908 - 1909 - 1910 - 1911 - 1912 - 1913    |
| Décennies de la science-fiction : 1880 - 1890 - 1900 - 1910 - 1920 - 1930 - 1940 |

L'année 1910 est marquée, en matière de science-fiction, par les événements suivants.

## Naissances et décès

### Naissances
- 24 décembre : Fritz Leiber, écrivain américain, mort en 1992.

## Prix
La plupart des prix littéraires de science-fiction actuellement connus n'existaient alors pas.

## Parutions littéraires

### Romans
- L'Histoire de M. Polly par H. G. Wells.
- La Mort de la Terre par J.-H. Rosny aîné.
- Le Péril bleu par Maurice Renard.
- Quand le dormeur s'éveillera par H. G. Wells.
- Le Secret de Wilhelm Storitz par Jules Verne.

### Nouvelles
- L'Invasion sans pareille par Jack London.
- L'Éternel Adam par Jules Verne.

## Sorties audiovisuelles

### Films
- La Police en l'an 2000 par un réalisateur inconnu.